# Буксе, Екабс
Екабс Буксе (латыш. Jēkabs Bukse; род. 14 июня 1879 года в Лифляндской губернии, Российская империя — ум. 12 мая 1942 года в Соликамске, Пермский край, РСФСР), известный также как Якоб Букс — российский, впоследствии латвийский вело- и мотогонщик.

## Биография, карьера
Выступал в составе рижского велоклуба «II Rīgas Riteņbraucēju biedrība». В 1907—1909 гг. являлся чемпионом ряда местных велогоночных соревнований.
В 1912 году принимал участие в летних Олимпийских играх в Стокгольме, где выступал от Российской империи в шоссейных гонках на дистанции 320 километров (в индивидуальной и командной группах). Призовых мест не занял.
Был также известен как мотогонщик; в частности, в 1913 году занял четвёртое место в шоссейно-кольцевой мотогонке по маршруту Москва—Санкт-Петербург—Москва.
Владел велосипедной мастерской. В 40-х годах был подвергнут сталинским репрессиям, и 12 мая 1942 года умер в заключении в Соликамске, где и был похоронен.